# The Roxx Regime Demos
The Roxx Regime Demos è una raccolta degli Stryper pubblicata nel 2007 per l'Etichetta discografica Fifty-Three Five Records.

## Tracce
1. From Wrong to Right (Fox, Sweet, Sweet) 4:00
2. My Love I'll Always Show [Original Rock Version] (Sweet) 3:28
3. Loud N Clear (Sweet) 3:42
4. You Know What to Do (Fox, Gaines, Sweet, Sweet) 5:04
5. You Won't Be Lonely (Sweet) 3:55
6. Co'mon Rock (Sweet) 3:42
7. Honestly (Sweet) 4:05

## Formazione
- Michael Sweet - voce, chitarra
- Oz Fox - chitarra, voce
- Tim Gaines - basso
- Robert Sweet - batteria